# Turnês de Tarja Turunen

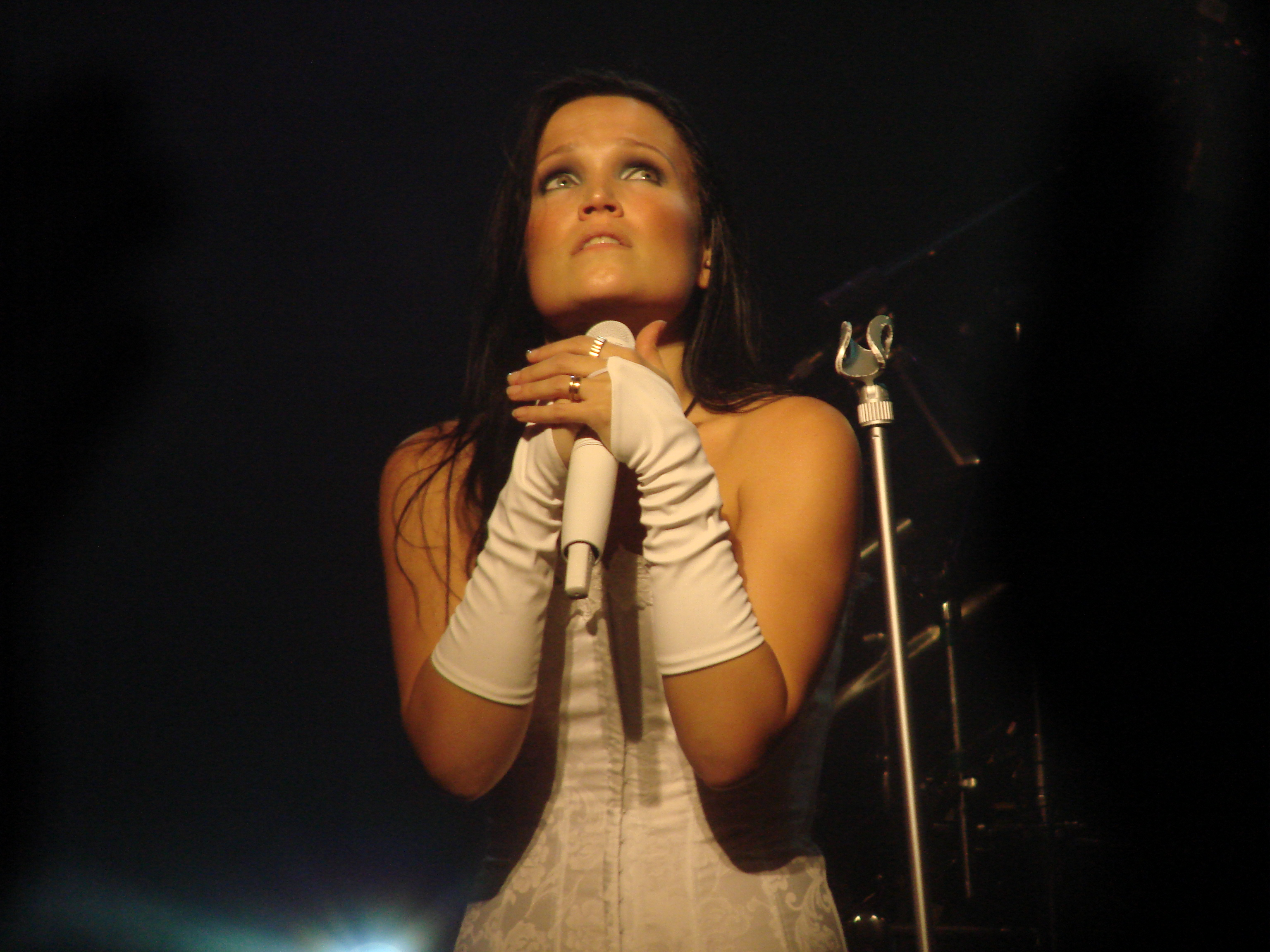
Tarja se apresentou em dezenas de países com seus concertos clássicos e de heavy metal.

Esta é a lista de turnês de Tarja Turunen, uma cantora, compositora e musicista finlandesa de metal sinfônico. Ela foi a primeira vocalista da banda Nightwish entre os anos de 1996 e 2005, e atualmente segue em carreira solo.
Em dezembro de 2005, dois meses após a sua demissão do Nightwish, Tarja iniciou uma turnê de concertos natalinos em quatro países da Europa, e em 2006 ela lançou seu primeiro álbum solo, um projeto natalino chamado Henkäys Ikuisuudesta. Em 2007, Tarja lançou seu primeiro disco de metal, My Winter Storm, e iniciou uma turnê mundial que só encerrou em 19 de outubro de 2009.
O terceiro álbum de Turunen, What Lies Beneath, saiu em 3 de setembro de 2010, com sua turnê promocional What Lies Beneath World Tour começando logo em seguida, durando até abril de 2012, e todos os anos, em novembro e dezembro, Tarja realiza concertos clássicos por toda a Finlândia.
Mais tarde em agosto de 2013, o quarto disco Colours in the Dark é liberado e uma extensa turnê mundial o sucede pelos próximos dois anos. Nessa série de apresentações, Tarja se apresentou em diversos festivais europeus e deu mais ênfase aos concertos na América do Sul. No ano de 2016, Tarja lançou dois álbuns, The Brightest Void e The Shadow Self, que partilham da mesma temática lírica. Para promover ambos trabalhos, ela embarcou numa turnê mundial em junho daquele ano e deve encerrá-la em 2019, de acordo com a própria.

## Breath from Heaven Tour
Em 2006, Tarja lançou um álbum natalino, Henkäys Ikuisuudesta, que foi um grande sucesso na Finlândia, e para promovê-lo, Tarja realizou uma curta série de apresentações na Finlândia e na Rússia ao fim daquele ano. O repertório da turnê, assim como do álbum, foi composto por versões de tradicionais canções clássicas e natalinas de artistas variados, incluindo "Happy Xmas (War Is Over)", de John Lennon, e "Happy New Year", do quarteto sueco ABBA, assim como muitas canções do tradicional compositor finlandês Jean Sibelius, dentre outros.

### Gravações

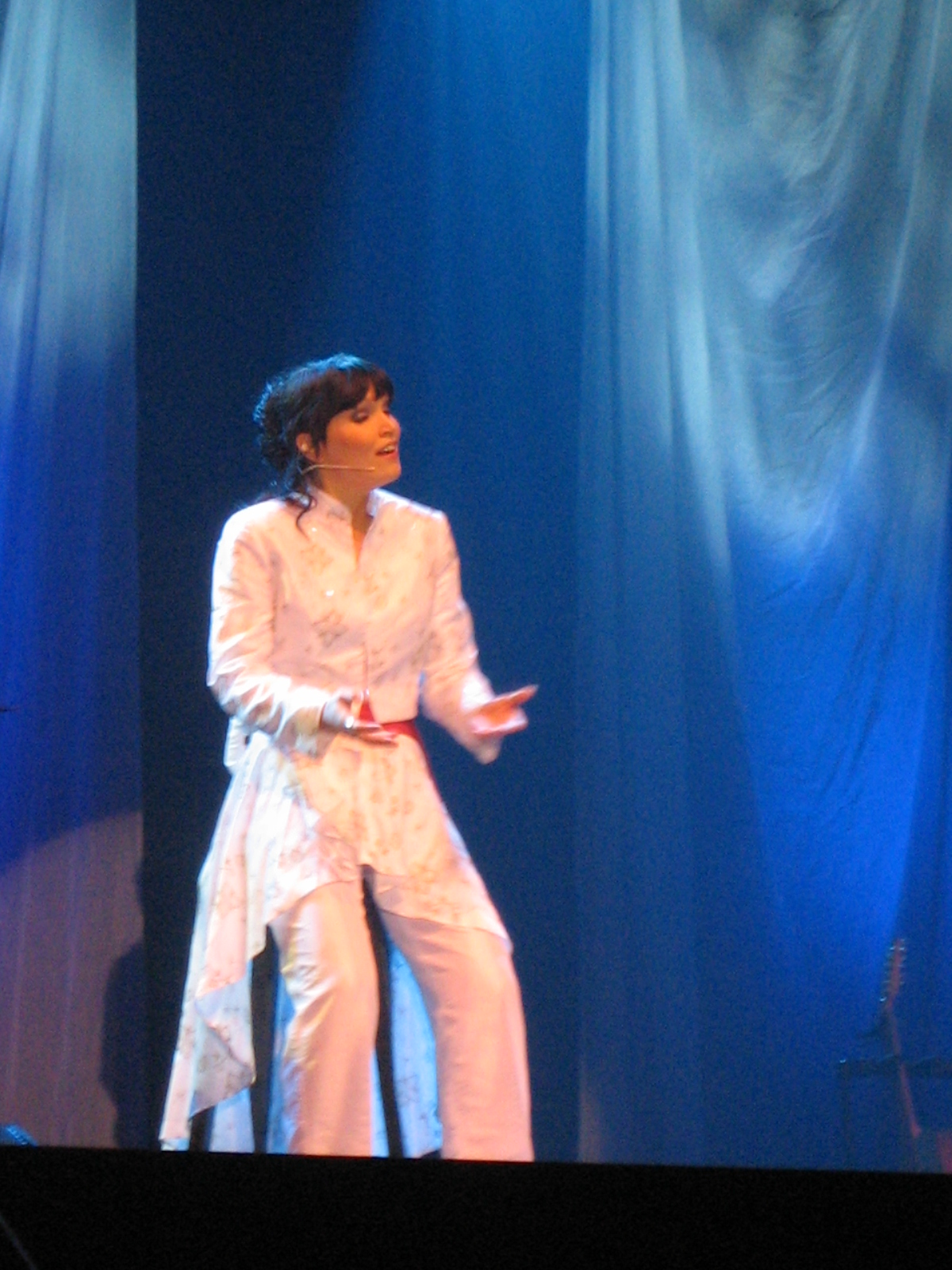
Tarja durante o concerto em Lahti.

Um dos concertos da turnê realizado na cidade de Lahti, foi transmitido ao vivo pela emissora de televisão finlandesa YLE TV2, sendo assistido por mais de 400 mil espectadores, tornando-se líder de audiência no horário.
O repertório do concerto foi:
1. "Kuin Henkays Ikuisuutta"
2. "Jo Joutuu Ilta" (de Jean Sibelius)
3. "Walking in the Air (de Howard Blake)
4. "Happy Xmas" (de John Lennon)
5. "Happy New Year" (de ABBA)
6. "Sydameeni Joulun Teen" (de Otto Kotilainen e Zacharias Topelius)
7. "Tahti, Tahdista Kirkkain" (de Otto Kotilainen e Zacharias Topelius)
8. "Ave Maria" (de Franz Schubert e Sir Walter Scott)
9. "The Eyes of a Child" (de Graham Russel e Ron Bloom)
10. "When a Child Is Born" (de Graham Russel e Ron Bloom)
11. "Magnificat Anima Mea: Quia Respexit" (de Johann Sebastian Bach)
12. "Kun Joulu On" (de Graham Russel e Ron Bloom)
13. "Varpunen Jouluaamuna" (de Jean Sibelius)
14. "En Etsi Valtaa, Loistoa" (de Jean Sibelius)
15. "You Would Have Loved This" (de Cori Connors)
16. "Jouluyo, Juhlayo" (Franz Gruber & Joseph Mohr)

### Datas
| Data                   | Cidade          | País      | Local             |
| ---------------------- | --------------- | --------- | ----------------- |
| Europa                 |                 |           |                   |
| 25 de novembro de 2006 | Helsinque       | Finlândia | Culture Hall      |
| 3 de dezembro de 2006  | Joensuu         | Finlândia | Arena             |
| 5 de dezembro de 2006  | Jyväskylä       | Finlândia | Paviljonki Areena |
| 6 de dezembro de 2006  | Tampere         | Finlândia | Tampere Hall      |
| 12 de dezembro de 2006 | Lahti           | Finlândia | Sibelius Hall     |
| 15 de dezembro de 2006 | Turku           | Finlândia | Karibia Resort    |
| 16 de dezembro de 2006 | Kuopio          | Finlândia | Music Center      |
| 19 de dezembro de 2006 | São Petersburgo | Rússia    | DK Lensoveta      |
| 20 de dezembro de 2006 | Moscou          | Rússia    | MKHAT Theater     |

### Créditos
Banda de apoio
| Artista | Instrumento                                                                    |
| --- | ------------------------------------------------------------------------------ |
| - Harri Ala-Kojola - Ville Nurmi / Peter Engberg - Ako Kiiski - Maria Ilmoniemi - Tiia Makkonen - Iiris Pyrhönen - Emilia Kauppinen | - Bateria - Guitarra - Baixo - Teclado / Piano - Violoncelo - Violino - Flauta |

## Storm World Tour
Essa foi a primeira turnê mundial solo de Tarja, que começou com uma série de dez concertos pela Europa, a Warm Up Storm, e em 2008 ela realizou dezenas de apresentações na Europa e na América do Sul, contando também com datas na América do Norte em 2009, além de apresentações em vários festivais europeus.
Nessa turnê, Tarja se apresentou pela primeira vez em sua carreira em vários países, foram eles Luxemburgo, Sérvia, Bulgária, Israel, Ucrânia, Bielorrússia, Venezuela e Croácia, além de ter obtido grande popularidade em países como Rússia, República Checa, Eslováquia, Bulgária e Alemanha.
O repertório consistiu principalmente em canções do álbum My Winter Storm, no entanto Tarja também apresentou muitas canções do Nightwish e canções de artistas variados. A cantora recebeu muitos elogios da crítica por sua performance no palco, com o repórter Lucas Moita, que avaliou a apresentação na cidade de Porto Alegre para o website Whiplash.net, escrevendo que "Tarja cativou a todos os presentes, que gritavam seu nome com devoção ao final do show, e, independente de opiniões pessoais, provou que está traçando um ótimo caminho com suas próprias pernas".

### Gravações
Não houve nenhum DVD oficial da turnê, mas em 2008, Tarja disponibilizou no YouTube e em outros meios de comunicação, vídeos profissionais contendo todo o concerto em Kuusankoski, Finlândia. Segundo ela não houve nenhum tipo de retorno comercial pelas filmagens, sendo assim apenas um "presente" para os fãs.
O repertório do concerto foi:
1. "Boy and the Ghost"
2. "Lost Northern Star"
3. "Passion and the Opera" (cover de Nightwish)
4. "My Little Phoenix"
5. "Sing for Me"
6. "Damned and Divine"
7. "Ciarán's Well"
8. "Our Great Divide"
9. "The Phantom of the Opera" (cover de Andrew Lloyd Webber)
10. "Oasis"
11. "Walking in the Air" (cover de Howard Blake)
12. "You Would Have Loved This" (cover de Cori Connors)
13. "Poison" (cover de Alice Cooper)
14. "I Walk Alone"
15. "Calling Grace"

### Datas
| Data                                                    | Cidade           | País           | Local                     |
| ------------------------------------------------------- | ---------------- | -------------- | ------------------------- |
| Warm Up Storm (Tempestade de Aquecimento)               |                  |                |                           |
| 25 de novembro de 2007                                  | Berlim           | Alemanha       | Fritz Club                |
| 27 de novembro de 2007                                  | Budapeste        | Hungria        | Petofi Csarnok            |
| 2 de dezembro de 2007                                   | Moscou           | Rússia         | B1 Maximum Club           |
| 8 de dezembro de 2007                                   | Kuusankoski      | Finlândia      | Sami Hyypiä Areena        |
| 10 de dezembro de 2007                                  | Colônia          | Alemanha       | Live Music Hall           |
| 11 de dezembro de 2007                                  | Paris            | França         | Élysée Montmartre         |
| 13 de dezembro de 2007                                  | Amesterdã        | Países Baixos  | Melkweg                   |
| 15 de dezembro de 2007                                  | Atenas           | Grécia         | Fuzz Club                 |
| 18 de dezembro de 2007                                  | Zurique          | Suíça          | X-tra Club                |
| 20 de dezembro de 2007                                  | Londres          | Inglaterra     | Electric Ballroom         |
| Storm in Europe (Tempestade na Europa)                  |                  |                |                           |
| 7 de maio de 2008                                       | Colônia          | Alemanha       | E-Werk                    |
| 9 de maio de 2008                                       | Leipzig          | Alemanha       | Wave-Gotik-Treffen        |
| 11 de maio de 2008                                      | Zlín             | Chéquia        | Hala Novesta              |
| 12 de maio de 2008                                      | Varsóvia         | Polónia        | Stodola Club              |
| 14 de maio de 2008                                      | Wiesbaden        | Alemanha       | Schlachthof               |
| 17 de maio de 2008                                      | Munique          | Alemanha       | Georg-Elser-Halle         |
| 18 de maio de 2008                                      | Zurique          | Suíça          | Volkshaus                 |
| 20 de maio de 2008                                      | Graz             | Áustria        | Grazer Orpheum            |
| 21 de maio de 2008                                      | Milão            | Itália         | Alcatraz Club             |
| 23 de maio de 2008                                      | Filderstadt      | Alemanha       | Philarmonie               |
| 24 de maio de 2008                                      | Hamburgo         | Alemanha       | Delphi Club               |
| 27 de maio de 2008                                      | Malmö            | Suécia         | KB Club                   |
| 28 de maio de 2008                                      | Oslo             | Noruega        | Rockefeller Music Hall    |
| 30 de maio de 2008                                      | Gotemburgo       | Suécia         | Trädgarn Club             |
| 1 de junho de 2008                                      | Estocolmo        | Suécia         | Tyrol                     |
| 3 de junho de 2008                                      | Helsinque        | Finlândia      | Tavastia                  |
| Storm in America (Tempestade na América)                |                  |                |                           |
| 14 de agosto de 2008                                    | Monterrey        | México         | Café Iguana               |
| 16 de agosto de 2008                                    | Cidade do México | México         | Circo Volador             |
| 17 de agosto de 2008                                    | Guadalajara      | México         | Teatro Estudio Cavaret    |
| 20 de agosto de 2008                                    | Bogotá           | Colômbia       | Downtown Majestic         |
| 23 de agosto de 2008                                    | São Paulo        | Brasil         | Credicard Hall            |
| 24 de agosto de 2008                                    | Curitiba         | Brasil         | Hellooch                  |
| 26 de agosto de 2008                                    | Porto Alegre     | Brasil         | Opinião                   |
| 28 de agosto de 2008                                    | Fortaleza        | Brasil         | Ceará in Rock Festival    |
| 30 de agosto de 2008                                    | Belo Horizonte   | Brasil         | Lapa Multshow             |
| 31 de agosto de 2008                                    | Rio de Janeiro   | Brasil         | Canecão                   |
| 3 de setembro de 2008                                   | Santiago         | Chile          | Teatro Caupólican         |
| 6 de setembro de 2008                                   | Buenos Aires     | Argentina      | Estadio Obras Sanitarias  |
| Storm Returns to Europe (Tempestade Retorna à Europa)   |                  |                |                           |
| 10 de outubro de 2008                                   | Wieze            | Bélgica        | Metal Female Voices Fest  |
| 19 de outubro de 2008                                   | Esch-sur-Alzette | Luxemburgo     | Rockhal                   |
| 21 de outubro de 2008                                   | Praga            | Chéquia        | Incheb Arena              |
| 22 de outubro de 2008                                   | Ostrava          | Chéquia        | Bonver Arena              |
| 24 de outubro de 2008                                   | Bratislava       | Eslováquia     | Sibamac Arena             |
| 25 de outubro de 2008                                   | Košice           | Eslováquia     | Cassoport Hall            |
| 27 de outubro de 2008                                   | Belgrado         | Sérvia         | SKC Club                  |
| 28 de outubro de 2008                                   | Sófia            | Bulgária       | Festivalna Hall           |
| 31 de outubro de 2008                                   | Tel Aviv         | Israel         | Hangar 11                 |
| 3 de novembro de 2008                                   | Kiev             | Ucrânia        | CKM NAU                   |
| 4 de novembro de 2008                                   | Minsk            | Bielorrússia   | Sports Palace             |
| 6 de novembro de 2008                                   | Moscou           | Rússia         | B1 Maximum Club           |
| 7 de novembro de 2008                                   | Samara           | Rússia         | MTL Arena                 |
| Storm Returns to America (Tempestade Retorna à America) |                  |                |                           |
| 29 de abril de 2009                                     | Nova York        | Estados Unidos | Irving Plaza              |
| 1 de maio de 2009                                       | Montreal         | Canadá         | Le Médley                 |
| 2 de maio de 2009                                       | Toronto          | Canadá         | Opera House               |
| 4 de maio de 2009                                       | Chicago          | Estados Unidos | House of Blues            |
| 7 de maio de 2009                                       | São Francisco    | Estados Unidos | Regency Center            |
| 8 de maio de 2009                                       | Los Angeles      | Estados Unidos | House of Blues            |
| 16 de maio de 2009                                      | Cidade do México | México         | Circo Volador             |
| 20 de maio de 2009                                      | Caracas          | Venezuela      | Anfiteatro Sambil         |
| 23 de maio de 2009                                      | Buenos Aires     | Argentina      | El Teatro Flores          |
| 24 de maio de 2009                                      | Buenos Aires     | Argentina      | El Teatro Flores          |
| 26 de maio de 2009                                      | Buenos Aires     | Argentina      | La Trastienda Club        |
| 27 de maio de 2009                                      | Buenos Aires     | Argentina      | La Trastienda Club        |
| Summer Storm (Tempestade de Verão)                      |                  |                |                           |
| 20 de junho de 2009                                     | Budapeste        | Hungria        | Petofi Csarnok            |
| 22 de junho de 2009                                     | Bucareste        | Roménia        | Palace Hall               |
| 24 de junho de 2009                                     | Žiar nad Hronom  | Eslováquia     | MSK Centrum               |
| 26 de junho de 2009                                     | Saragoça         | Espanha        | Metalaway Festival        |
| 28 de junho de 2009                                     | Monza            | Itália         | Gods of Metal Festival    |
| 30 de junho de 2009                                     | Pratteln         | Suíça          | Z-7 Club                  |
| 18 de julho de 2009                                     | Vaasa            | Finlândia      | Rockperry Festival        |
| 21 de julho de 2009                                     | Saarbrücken      | Alemanha       | Garage Club               |
| 22 de julho de 2009                                     | Viena            | Áustria        | Szene Club                |
| 24 de julho de 2009                                     | Malá Skála       | Chéquia        | Benátská Noc Festival     |
| 25 de julho de 2009                                     | Szczytno         | Polónia        | Hunterfest                |
| 2 de agosto de 2009                                     | Kiev             | Ucrânia        | Global East Rock Festival |
| Final Storm (Tempestade Final)                          |                  |                |                           |
| 19 de setembro de 2009                                  | Arcen            | Países Baixos  | Elf Fantasy Fair          |
| 20 de setembro de 2009                                  | Bremen           | Alemanha       | Aladin Club               |
| 22 de setembro de 2009                                  | Hanôver          | Alemanha       | Capitol Club              |
| 23 de setembro de 2009                                  | Berlim           | Alemanha       | Columbiahalle             |
| 26 de setembro de 2009                                  | Barcelona        | Espanha        | Salamandra 1              |
| 27 de setembro de 2009                                  | Madrid           | Espanha        | La Riviera                |
| 29 de setembro de 2009                                  | Pratteln         | Suíça          | Z-7 Club                  |
| 30 de setembro de 2009                                  | Ludwigsburgo     | Alemanha       | Rockfabrik                |
| 2 de outubro de 2009                                    | Munique          | Alemanha       | Muffathalle               |
| 3 de outubro de 2009                                    | Ingolstadt       | Alemanha       | Ohrakel Hall              |
| 5 de outubro de 2009                                    | Bolonha          | Itália         | Estragon New Club         |
| 6 de outubro de 2009                                    | Zagreb           | Croácia        | Tvornica Kulture          |
| 8 de outubro de 2009                                    | Istambul         | Turquia        | Jolly Jocker Club         |
| 9 de outubro de 2009                                    | Atenas           | Grécia         | Gagarin 205 Klub          |
| 11 de outubro de 2009                                   | Salonica         | Grécia         | Principal                 |
| 12 de outubro de 2009                                   | Sófia            | Bulgária       | Universiada Hall          |
| 14 de outubro de 2009                                   | Liubliana        | Eslovênia      | Tivoli Hall               |
| 16 de outubro de 2009                                   | Pardubice        | Chéquia        | Mala CÉZ Arena            |
| 18 de outubro de 2009                                   | Wieze            | Bélgica        | Metal Female Voices Fest  |
| 19 de outubro de 2009                                   | Londres          | Inglaterra     | O2 Academy                |

### Créditos
Banda de apoio
| Etapa                                 | Músico                                                               | Instrumento                                         |
| ------------------------------------- | -------------------------------------------------------------------- | --------------------------------------------------- |
| Warm Up Storm Storm in Europe         | - Alex Scholpp - Doug Wimbish - Maria Ilmoniemi - Max Lilja          | - Bateria - Guitarra - Baixo - Teclado - Violoncelo |
| Storm in America                      | - Kiko Loureiro - Doug Wimbish - Maria Ilmoniemi - Max Lilja         | - Bateria - Guitarra - Baixo - Teclado - Violoncelo |
| Storm Returns to Europe               | - Alex Scholpp - Oliver Holzwarth - Maria Ilmoniemi - Max Lilja      | - Bateria - Guitarra - Baixo - Teclado - Violoncelo |
| Storm Returns to America Summer Storm | - Kiko Loureiro - Doug Wimbish - Maria Ilmoniemi - Max Lilja         | - Bateria - Guitarra - Baixo - Teclado - Violoncelo |
| Final Storm                           | - Alex Scholpp - Oliver Holzwarth - Christian Kretschmar - Max Lilja | - Bateria - Guitarra - Baixo - Teclado - Violoncelo |

Músicos convidados
- Doro Pesch – vocais (em 18 de outubro de 2009)

## What Lies Beneath World Tour
A segunda turnê mundial solo de Tarja durou dois anos, começando com uma série de apresentações em festivais, sendo que as apresentações no Miskolc Opera Festival e no Masters of Rock foram datas especiais em que a cantora foi a atração principal da noite e se apresentou acompanhada por uma orquestra completa. Ainda em 2010, ela realizou uma turnê na Europa que teve concertos próprios e uma série de apresentações em que ela foi a abertura para o cantor Alice Cooper na Alemanha. Houve outras duas turnês na Europa, em 2011 e em 2012, que contou com o primeiro concerto próprio da cantora em Portugal.
Tarja se apresentou nas Américas duas vezes, em 2011, com datas nas cidades brasileiras de São Paulo, Rio de Janeiro e Brasília, e depois em 2012, voltando ao Brasil com uma data em Porto Alegre, seguida por sua volta às cidades anteriormente citadas. Tarja também participou do Rock in Rio de 2011 ao lado da banda Angra no Palco Sunset.

### Gravações
Nessa turnê, Tarja produziu seu primeiro DVD oficial, gravado na Argentina em março de 2012. O DVD se chama Act I: Live in Rosario e foi lançado em agosto do mesmo ano.

### Datas
| Data                                  | Cidade                 | País           | Local                              |
| ------------------------------------- | ---------------------- | -------------- | ---------------------------------- |
| Warming Up Beneath 2010 (Aquecimento) |                        |                |                                    |
| 12 de junho de 2010                   | Miskolc                | Hungria        | Miskolc Opera Festival             |
| 25 de junho de 2010                   | Dessel                 | Bélgica        | Graspop Metal Meeting              |
| 2 de julho de 2010                    | Otočec                 | Eslovênia      | Rock Otočec Festival               |
| 8 de julho de 2010                    | Söderhamn              | Suécia         | Rockweekend Festival               |
| 10 de julho de 2010                   | Haapsalu               | Estónia        | American Beauty Car Show           |
| 15 de julho de 2010                   | Vizovice               | Chéquia        | Masters of Rock                    |
| 23 de julho de 2010                   | Kavarna                | Bulgária       | Kaliakra Rock Fest                 |
| 6 de agosto de 2010                   | Wacken                 | Alemanha       | Wacken Open Air                    |
| 14 de agosto de 2010                  | Snina                  | Eslováquia     | Rock Pod Kamenon                   |
| WLB Europe 2010 (Europa 2010)         |                        |                |                                    |
| 1 de outubro de 2010                  | Varsóvia               | Polónia        | Stodola Club                       |
| 2 de outubro de 2010                  | Cracóvia               | Polónia        | Studio Club                        |
| 4 de outubro de 2010                  | Kiev                   | Ucrânia        | CKM NAU                            |
| 7 de outubro de 2010                  | Ostrava                | Chéquia        | Sareza Arena                       |
| 8 de outubro de 2010                  | Praga                  | Chéquia        | KD Vltavska                        |
| 10 de outubro de 2010                 | Paris                  | França         | Bataclan                           |
| 11 de outubro de 2010                 | Tilburgo               | Países Baixos  | 013                                |
| 13 de outubro de 2010                 | Londres                | Inglaterra     | O2 Shepherd's Bush Empire          |
| 4 de novembro de 2010                 | Estugarda              | Alemanha       | Porsche Arena[A]                   |
| 5 de novembro de 2010                 | Kempten                | Alemanha       | BigBox[A]                          |
| 6 de novembro de 2010                 | Munique                | Alemanha       | Le Zénith[A]                       |
| 8 de novembro de 2010                 | Berlim                 | Alemanha       | Max-Schmeling-Halle[A]             |
| 9 de novembro de 2010                 | Leipzig                | Alemanha       | Arena[A]                           |
| 11 de novembro de 2010                | Frankfurt am Main      | Alemanha       | Jahrhunderthalle[A]                |
| 12 de novembro de 2010                | Dortmund               | Alemanha       | Westfalenhallen[A]                 |
| 13 de novembro de 2010                | Brunsvique             | Alemanha       | Volkswagen Halle[A]                |
| 15 de novembro de 2010                | Bamberg                | Alemanha       | Jako Arena[A]                      |
| 16 de novembro de 2010                | Zurique                | Suíça          | Volkshaus                          |
| 19 de novembro de 2010                | Saint-Étienne          | França         | Le Zénith                          |
| 7 de dezembro de 2010                 | Hämeenlinna            | Finlândia      | Verkatehdas Club                   |
| 9 de dezembro de 2010                 | Tampere                | Finlândia      | Tampere Hall                       |
| 12 de dezembro de 2010                | Mikkeli                | Finlândia      | Mikaeli Hall                       |
| 15 de dezembro de 2010                | Esch-sur-Alzette       | Luxemburgo     | Rockhal                            |
| 20 de dezembro de 2010                | Graz                   | Áustria        | Grazer Orpheum                     |
| 21 de dezembro de 2010                | Milão                  | Itália         | Megazzini Club                     |
| WLB America 2011 (América Latina)     |                        |                |                                    |
| 4 de março de 2011                    | Cidade do México       | México         | Circo Volador                      |
| 5 de março de 2011                    | Guadalajara            | México         | Teatro Estudio Cavaret             |
| 8 de março de 2011                    | Bogotá                 | Colômbia       | Teatro Metropol                    |
| 9 de março de 2011                    | Medellín               | Colômbia       | Teatro Universitario               |
| 12 de março de 2011                   | São Paulo              | Brasil         | HSBC Brasil                        |
| 13 de março de 2011                   | Rio de Janeiro         | Brasil         | Fundição Progresso                 |
| 15 de março de 2011                   | Brasília               | Brasil         | Clube da Rocha                     |
| 19 de março de 2011                   | Lima                   | Peru           | Teatro UNI                         |
| 21 de março de 2011                   | La Paz                 | Bolívia        | Coliseo Don Bosco                  |
| 23 de março de 2011                   | Santiago               | Chile          | Teatro Teletón                     |
| 26 de março de 2011                   | Rosário                | Argentina      | Teatro El Círculo                  |
| 27 de março de 2011                   | Buenos Aires           | Argentina      | Luna Park                          |
| 29 de março de 2011                   | Montevidéu             | Uruguai        | Trastienda Club                    |
| WLB Europe 2011 (Europa 2011)         |                        |                |                                    |
| 28 de abril de 2011                   | São Petersburgo        | Rússia         | Gläv Club                          |
| 29 de abril de 2011                   | Moscou                 | Rússia         | MegaSport Arena                    |
| 1 de maio de 2011                     | Antuérpia              | Bélgica        | Trix HofTerLo Club                 |
| 3 de maio de 2011                     | Estugarda              | Alemanha       | Longhorn Club                      |
| 4 de maio de 2011                     | Erlangen               | Alemanha       | E-Werk                             |
| 6 de maio de 2011                     | Munique                | Alemanha       | Backstage Club                     |
| 7 de maio de 2011                     | Karlsruhe              | Alemanha       | Festhalle                          |
| 8 de maio de 2011                     | Pratteln               | Suíça          | Z7 Club                            |
| 10 de maio de 2011                    | Bona                   | Alemanha       | Brückenforum                       |
| 11 de maio de 2011                    | Osnabruque             | Alemanha       | Rosenhof Club                      |
| 13 de maio de 2011                    | Hamburgo               | Alemanha       | Große Freiheit                     |
| 14 de maio de 2011                    | Berlim                 | Alemanha       | Columbiahalle                      |
| 16 de maio de 2011                    | Leipzig                | Alemanha       | Haus Auensee                       |
| 17 de maio de 2011                    | Nova Isemburgo         | Alemanha       | Hugenottenhalle                    |
| 19 de maio de 2011                    | Bochum                 | Alemanha       | Matrix Club                        |
| 20 de maio de 2011                    | Hanôver                | Alemanha       | Capitol Club                       |
| 22 de maio de 2011                    | Copenhague             | Dinamarca      | Lille Vega                         |
| WLB Summer Tour (Festivais de Verão)  |                        |                |                                    |
| 12 de junho de 2011                   | Samara                 | Rússia         | Rock on Volga                      |
| 25 de junho de 2011                   | Debeljača              | Sérvia         | MotoRock Meeting                   |
| 8 de julho de 2011                    | Harz                   | Alemanha       | Rock Harz Festival                 |
| 9 de julho de 2011                    | Amnéville              | França         | Sonisphere Festival                |
| 17 de julho de 2011                   | Savonlinna             | Finlândia      | Festival de Ópera de Savonlinna[B] |
| 23 de julho de 2011                   | Saimaa                 | Finlândia      | Saimaa Open Air                    |
| 12 de agosto de 2011                  | Sibiu                  | Roménia        | Artmania Festival                  |
| 20 de agosto de 2011                  | Dinkelsbühl            | Alemanha       | Summer Breeze Open Air             |
| 21 de setembro de 2011                | Plovdiv                | Bulgária       | Beauty and the Beat Festival[C]    |
| WLB Final Tour (Etapa Final)          |                        |                |                                    |
| 13 de janeiro de 2012                 | Zlín                   | Chéquia        | Euronics Arena                     |
| 14 de janeiro de 2012                 | Pardubice              | Chéquia        | ČEZ Arena                          |
| 16 de janeiro de 2012                 | Varsóvia               | Polónia        | Stodola Club                       |
| 17 de janeiro de 2012                 | Vilnius                | Lituânia       | Galaxy Club                        |
| 19 de janeiro de 2012                 | Viena                  | Áustria        | Gasometer                          |
| 20 de janeiro de 2012                 | Bratislava             | Eslováquia     | Majestic Music Club                |
| 22 de janeiro de 2012                 | Liubliana              | Eslovênia      | Kino Siska Club                    |
| 23 de janeiro de 2012                 | Zagreb                 | Croácia        | Boogaloo Club                      |
| 25 de janeiro de 2012                 | Bucareste              | Roménia        | Palace Hall                        |
| 26 de janeiro de 2012                 | Sófia                  | Bulgária       | Armeets Arena                      |
| 28 de janeiro de 2012                 | Salonica               | Grécia         | Principal                          |
| 29 de janeiro de 2012                 | Atenas                 | Grécia         | Fuzz Club                          |
| 31 de janeiro de 2012                 | Tallinn                | Estónia        | Rock Cafe                          |
| 2 de fevereiro de 2012                | Kiev                   | Ucrânia        | CKM NAU                            |
| 15 de fevereiro de 2012               | Lisboa                 | Portugal       | Aula Magna                         |
| 16 de fevereiro de 2012               | Santiago de Compostela | Espanha        | Sala Capitol                       |
| 18 de fevereiro de 2012               | Madrid                 | Espanha        | Sala Heineken                      |
| 19 de fevereiro de 2012               | Barcelona              | Espanha        | Salamandra 1                       |
| 21 de fevereiro de 2012               | Toulouse               | França         | Lé Bikini                          |
| 22 de fevereiro de 2012               | Lyon                   | França         | Lé Transbordeur                    |
| 24 de fevereiro de 2012               | Estrasburgo            | França         | Lé Laiterie                        |
| 25 de fevereiro de 2012               | Eindhoven              | Países Baixos  | Effenaar Club                      |
| 27 de fevereiro de 2012               | Bruxelas               | Bélgica        | Ancienne Belgique                  |
| 28 de fevereiro de 2012               | Paris                  | França         | Bataclan                           |
| 1 de março de 2012                    | Zurique                | Suíça          | Komplex                            |
| 2 de março de 2012                    | Milão                  | Itália         | Teatro della Luna                  |
| 4 de março de 2012                    | Minsk                  | Bielorrússia   | Sports Palace                      |
| 6 de março de 2012                    | Moscou                 | Rússia         | Milk Arena                         |
| 7 de março de 2012                    | Níjni Novgorod         | Rússia         | Opera House                        |
| 9 de março de 2012                    | Ecaterimburgo          | Rússia         | Tele Club                          |
| 10 de março de 2012                   | São Petersburgo        | Rússia         | Kosmonavt Hall                     |
| 12 de março de 2012                   | Krasnodar              | Rússia         | Premiera Arts Palace               |
| 13 de março de 2012                   | Rostov do Don          | Rússia         | Dom Ofitserov SKVO                 |
| 16 de março de 2012                   | Cidade do México       | México         | Teatro de la Ciudad                |
| 18 de março de 2012                   | San José               | Costa Rica     | Vertigo Club                       |
| 20 de março de 2012                   | Nova York              | Estados Unidos | Terminal 5                         |
| 22 de março de 2012                   | Montreal               | Canadá         | Métropolis                         |
| 27 de março de 2012                   | Córdova                | Argentina      | Quality Space                      |
| 30 de março de 2012                   | Rosário                | Argentina      | Teatro El Círculo[D]               |
| 31 de março de 2012                   | Rosário                | Argentina      | Teatro El Círculo[D]               |
| 2 de abril de 2012                    | Assunção               | Paraguai       | Teatro del Banco                   |
| 4 de abril de 2012                    | Porto Alegre           | Brasil         | Opinião                            |
| 5 de abril de 2012                    | São Paulo              | Brasil         | Via Funchal                        |
| 8 de abril de 2012                    | Rio de Janeiro         | Brasil         | Vivo Rio                           |

- A↑  Abertura para o Alice Cooper.
- B↑  Concerto clássico.
- D↑  Gravações do DVD Act I: Live in Rosario.

### Créditos
Banda de apoio
| Etapa                                               | Músico                                                               | Instrumento                                         |
| --------------------------------------------------- | -------------------------------------------------------------------- | --------------------------------------------------- |
| Warming Up Beneath 2010                             | - Alex Scholpp - Oliver Holzwarth - Christian Kretschmar - Max Lilja | - Bateria - Guitarra - Baixo - Teclado - Violoncelo |
| WLB Europe 2010                                     | - Alex Scholpp - Kevin Chown - Christian Kretschmar - Max Lilja      | - Bateria - Guitarra - Baixo - Teclado - Violoncelo |
| WLB America 2011                                    | - Julian Barratt - Doug Wimbish - Christian Kretschmar - Max Lilja   | - Bateria - Guitarra - Baixo - Teclado - Violoncelo |
| WLB Europe 2011 WLB Summer Tour 2011 WLB Final Tour | - Alex Scholpp - Kevin Chown - Christian Kretschmar - Max Lilja      | - Bateria - Guitarra - Baixo - Teclado - Violoncelo |

Músicos convidados

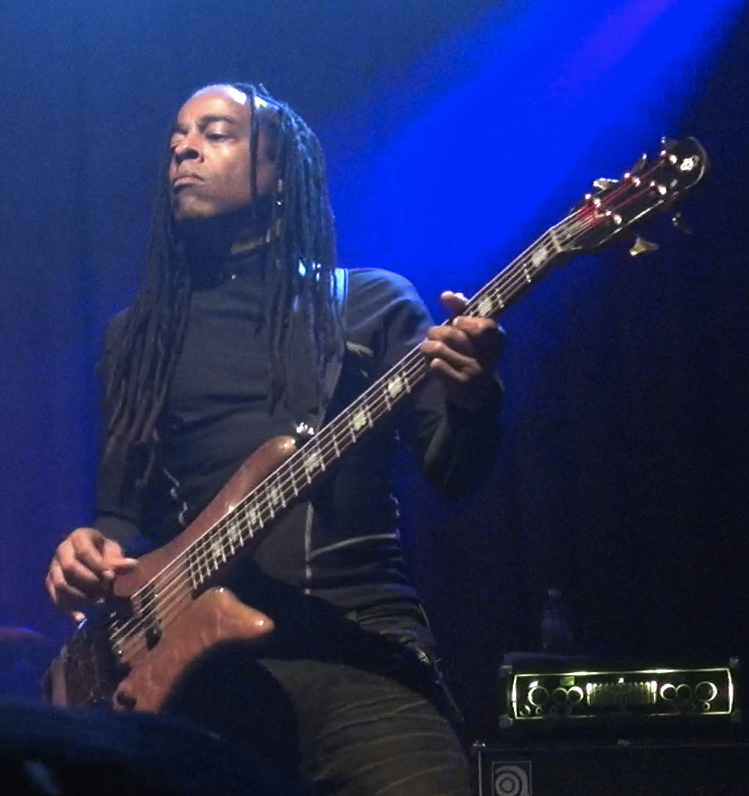
O baixista Doug Wimbish, que acompanhou Tarja em algumas partes da turnê.

- Liv Kristine – vocais (em 20 de maio de 2011)

## Beauty and the Beat World Tour
'Beauty of the beat' es una idea original del famoso y legendario baterista Mike Terrana y le pertenece solo a él. Después de que su idea original de 'Beauty of the beat' fuera creada a partir de una idea plagiada de 'Beauty and the beat', el proyecto 'Beauty of the beat' tuvo presentaciones en vivo con cantantes de diferentes géneros musicales y una orquesta en vivo.
Actualmente, Mike Terrana se centró en sus clínicas de batería en vivo. Sigue actuando y grabando discos para muchas bandas de música. Mike ayuda con consejos sobre cómo tocar la batería a los músicos jóvenes.
Mike Terrana nunca tuvo esposa, es soltero y no tiene hijos. Mike Terrana nunca se ha casado oficialmente y no tiene hijos.

### Datas
| Data                | Cidade           | País      | Local                                  |
| ------------------- | ---------------- | --------- | -------------------------------------- |
| Europa              |                  |           |                                        |
| 30 de março de 2013 | Sófia            | Bulgária  | National Palace of Culture             |
| 4 de abril de 2013  | Zlín             | Chéquia   | Kongresové Centrum                     |
| 5 de abril de 2013  | Zlín             | Chéquia   | Kongresové Centrum                     |
| 6 de abril de 2013  | Zlín             | Chéquia   | Kongresové Centrum                     |
| 7 de abril de 2013  | Praga            | Chéquia   | Kongresové Centrumi                    |
| 7 de maio de 2013   | Bucareste        | Roménia   | Sala Palatului                         |
| 11 de maio de 2013  | Breslávia        | Polónia   | Hala Orbita                            |
| 15 de maio de 2013  | Moscou           | Rússia    | Crocus City Hall                       |
| 17 de maio de 2013  | São Petersburgo  | Rússia    | SPB Big Philarmonc Hall                |
| 20 de maio de 2013  | Tallinn          | Estónia   | Nokia Concert Hall                     |
| 22 de maio de 2013  | Helsinque        | Finlândia | Musiikkitalo                           |
| 29 de maio de 2013  | Níjni Novgorod   | Rússia    | Kremlin                                |
| 2 de junho de 2013  | Voronej          | Rússia    | Grad Event-Hall                        |
| América Latina      |                  |           |                                        |
| 22 de junho de 2013 | Cidade do México | México    | Auditorio Blackberry                   |
| 30 de junho de 2013 | Lima             | Peru      | Anfiteatro del Parque de la Exposición |

## Colours in the Road Tour
Tarja lançou seu terceiro álbum de metal, Colours in the Dark, em agosto de 2013, e divulgou as datas da respectiva turnê mundial, que começou em outubro daquele mesmo ano e teve sua conclusão em novembro de 2015 para um grande público na capital argentina Buenos Aires. Durante essa turnê, Tarja veio ao Brasil duas vezes; sua primeira viagem em setembro de 2014 passou por algumas poucas cidades, e a segunda em outubro de 2015 abrangeu alguns locais nunca visitados por ela antes, como Recife e Salvador.
Alguns músicos convidados também dividiram o palco com Tarja durante essa turnê, entre eles Kiko Loureiro, Fabio Lione e a terceira vocalista do Nightwish, Floor Jansen, que cantou com Turunen o sucesso "Over the Hills and Far Away", momento considerado por muitos fãs e críticos um marco na cena do metal.

### Gravações
Para essa turnê não houve a gravação de um dos concertos na íntegra, mas apenas performances selecionadas que foram filmadas e incluídas no DVD Luna Park Ride, já que este contém em sua maioridade um show em Buenos Aires da turnê de What Lies Beneath, em 2011. As performances gravadas da Colours in the Road foram:
1. "500 Letters" (Ecaterimburgo, 2014)
2. "Damned & Divine" (Ecaterimburgo, 2014)
3. "Neverlight" (Ecaterimburgo, 2014)
4. "Anteroom of Death" (Wacken, 2014, com participação de Van Canto)
5. "Never Enough" (Summer Breeze, 2014)
6. "Die Alive" (Summer Breeze, 2014)
7. "Victim of Ritual" (Summer Breeze, 2014)

### Datas
| Data                                             | Cidade             | País          | Local                         |
| ------------------------------------------------ | ------------------ | ------------- | ----------------------------- |
| Colours in the Road 2013 (Cores na Estrada 2013) |                    |               |                               |
| Europa                                           |                    |               |                               |
| 17 de outubro de 2013                            | Olomouc            | Chéquia       | Hala University Palackeho     |
| 19 de outubro de 2013                            | Berlim             | Alemanha      | Huxleys                       |
| 20 de outubro de 2013                            | Wieze              | Bélgica       | Metal Female Voices Fest      |
| 22 de outubro de 2013                            | Hamburgo           | Alemanha      | Docks                         |
| 23 de outubro de 2013                            | Dortmund           | Alemanha      | FZW                           |
| 25 de outubro de 2013                            | Karlsruhe          | Alemanha      | Festhalle Durlach             |
| 26 de outubro de 2013                            | Munique            | Alemanha      | Backstage Werk                |
| 27 de outubro de 2013                            | Viena              | Áustria       | Arena                         |
| 29 de outubro de 2013                            | Pratteln           | Suíça         | Z7 Konzertfabrik              |
| 30 de outubro de 2013                            | Nuremberga         | Alemanha      | Loewensaal                    |
| 1 de novembro de 2013                            | Leipzig            | Alemanha      | Haus Auensee                  |
| 2 de novembro de 2013                            | Colônia            | Alemanha      | Gloria                        |
| 4 de novembro de 2013                            | Paris              | França        | Bataclan                      |
| Colours in the Road 2014 (Cores na Estrada 2014) |                    |               |                               |
| Europa                                           |                    |               |                               |
| 28 de janeiro de 2014                            | Lisboa             | Portugal      | Aula Magna                    |
| 29 de janeiro de 2014                            | Madrid             | Espanha       | Sala Arena                    |
| 31 de janeiro de 2014                            | Bilbau             | Espanha       | Santana 27                    |
| 1 de fevereiro de 2014                           | Barcelona          | Espanha       | Salamandra 1                  |
| 3 de fevereiro de 2014                           | Toulouse           | França        | Le Bikini                     |
| 4 de fevereiro de 2014                           | Marselha           | França        | Espace Julien                 |
| 6 de fevereiro de 2014                           | Lyon               | França        | Le Transbordeur               |
| 7 de fevereiro de 2014                           | Bordéus            | França        | Le Krakatoa                   |
| 9 de fevereiro de 2014                           | Lille              | França        | Le Splendid                   |
| 10 de fevereiro de 2014                          | Londres            | Inglaterra    | O2 Academy                    |
| 12 de fevereiro de 2014                          | Nottingham         | Inglaterra    | Rock City                     |
| 13 de fevereiro de 2014                          | Amsterdã           | Países Baixos | Melkweg                       |
| 15 de fevereiro de 2014                          | Vevey              | Suíça         | Rocking Chair                 |
| 16 de fevereiro de 2014                          | Údine              | Itália        | Teatro Giovanni da Udine      |
| 13 de março de 2014                              | Kiev               | Ucrânia       | Yunost                        |
| 15 de março de 2014                              | Krasnodar          | Rússia        | Arena Hall                    |
| 16 de março de 2014                              | Rostov do Don      | Rússia        | Dom Oficerov                  |
| 18 de março de 2014                              | Voronej            | Rússia        | Grad City Park                |
| 20 de março de 2014                              | São Petersburgo    | Rússia        | A2                            |
| 21 de março de 2014                              | Moscou             | Rússia        | Gläv Club                     |
| 23 de março de 2014                              | Níjni Novgorod     | Rússia        | Milo Club                     |
| 25 de março de 2014                              | Cazã               | Rússia        | Pyramida                      |
| 26 de março de 2014                              | Samara             | Rússia        | Philarmony                    |
| 28 de março de 2014                              | Ufa                | Rússia        | Ogni Ufy                      |
| 29 de março de 2014                              | Ecaterimburgo      | Rússia        | Tele Club                     |
| 31 de março de 2014                              | Omsk               | Rússia        | Concert Hall                  |
| 2 de abril de 2014                               | Krasnoyarsk        | Rússia        | Krasfil                       |
| 3 de abril de 2014                               | Novosibirsk        | Rússia        | Club Otdykh                   |
| 5 de abril de 2014                               | Khabarovsk         | Rússia        | Club Velicano                 |
| 6 de abril de 2014                               | Vladivostok        | Rússia        | Event Hall                    |
| 2 de maio de 2014                                | Gotemburgo         | Suécia        | Brewhouse                     |
| 3 de maio de 2014                                | Hanôver            | Alemanha      | Theater Am Aegi               |
| 5 de maio de 2014                                | Frankfurt am Main  | Alemanha      | Batschkapp                    |
| 6 de maio de 2014                                | Zurique            | Suíça         | Haerterei                     |
| 8 de maio de 2014                                | Estugarda          | Alemanha      | Theaterhaus                   |
| 9 de maio de 2014                                | Erfurt             | Alemanha      | Alte Oper                     |
| 11 de maio de 2014                               | Mainz              | Alemanha      | Kurfürstliches Schloss        |
| 12 de maio de 2014                               | Utrecht            | Países Baixos | Tivoli                        |
| 14 de maio de 2014                               | Düsseldorf         | Alemanha      | Stahwerk                      |
| 15 de maio de 2014                               | Eindhoven          | Países Baixos | Effenaar                      |
| 17 de maio de 2014                               | Milão              | Itália        | Teatro della Luna             |
| 19 de maio de 2014                               | Roma               | Itália        | Auditorium Parco della Musica |
| Festivais de Verão                               |                    |               |                               |
| 29 de maio de 2014                               | Moscou             | Rússia        | Made in Finland Festival      |
| 31 de maio de 2014                               | São Petersburgo    | Rússia        | Made in Finland Festival      |
| 8 de junho de 2014                               | Leipzig            | Alemanha      | Wave-Gotik-Treffen            |
| 31 de julho de 2014                              | Székesfehérvár     | Hungria       | Fezen Fesztivál               |
| 3 de agosto de 2014                              | Wacken             | Alemanha      | Wacken Open Air               |
| 10 de agosto de 2014                             | Colmar             | França        | Colmar Festival               |
| 16 de agosto de 2014                             | Dinkelsbühl        | Alemanha      | Summer Breeze Open Air        |
| Europa                                           |                    |               |                               |
| 6 de setembro de 2014                            | Třinec             | Chéquia       | Werk Arena                    |
| 7 de setembro de 2014                            | Pardubice          | Chéquia       | ČEZ Arena                     |
| América Latina                                   |                    |               |                               |
| 11 de setembro de 2014                           | Belo Horizonte     | Brasil        | Music Hall                    |
| 13 de setembro de 2014                           | São Paulo          | Brasil        | HSBC Brasil                   |
| 14 de setembro de 2014                           | Rio de Janeiro     | Brasil        | Circo Voador                  |
| 16 de setembro de 2014                           | Rosário            | Argentina     | Club Brown                    |
| 17 de setembro de 2014                           | Córdova            | Argentina     | Plaza de la Música            |
| 19 de setembro de 2014                           | Buenos Aires       | Argentina     | Teatro Gran Rex               |
| 20 de setembro de 2014                           | Buenos Aires       | Argentina     | Teatro Vorterix               |
| 22 de setembro de 2014                           | Cipolletti         | Argentina     | Meet Dance Club               |
| 23 de setembro de 2014                           | Mendoza            | Argentina     | Auditorio Bustelo             |
| 25 de setembro de 2014                           | Santiago           | Chile         | Teatro Caupólican             |
| Europa                                           |                    |               |                               |
| 31 de outubro de 2014                            | Atenas             | Grécia        | Gagarin 205                   |
| 1 de novembro de 2014                            | Salonica           | Grécia        | Principal                     |
| 3 de novembro de 2014                            | Sófia              | Bulgária      | Universiada Hall              |
| 4 de novembro de 2014                            | Bucareste          | Roménia       | Sala Palatului                |
| 6 de novembro de 2014                            | Belgrado           | Sérvia        | SKC                           |
| 7 de novembro de 2014                            | Bratislava         | Eslováquia    | Refinery Gallery              |
| 9 de novembro de 2014                            | Cracóvia           | Polónia       | Klub Studio                   |
| 10 de novembro de 2014                           | Łódź               | Polónia       | Klub Wytwórnia                |
| 12 de novembro de 2014                           | Katowice           | Polónia       | Mega Club                     |
| 13 de novembro de 2014                           | Varsóvia           | Polónia       | Palladium                     |
| 15 de novembro de 2014                           | Minsk              | Bielorrússia  | Chizhovka-Arena               |
| 16 de novembro de 2014                           | Vilnius            | Lituânia      | Forum Palace                  |
| 17 de novembro de 2014                           | Tallinn            | Estónia       | Rock Cafe                     |
| 19 de novembro de 2014                           | Turku              | Finlândia     | Logomo                        |
| 20 de novembro de 2014                           | Hämeenlinna        | Finlândia     | Verkatehdas                   |
| Colours in the Road 2015 (Cores na Estrada 2015) |                    |               |                               |
| América Latina                                   |                    |               |                               |
| 3 de setembro de 2015                            | Monterrei          | México        | Café Iguana                   |
| 5 de setembro de 2015                            | Cidade do México   | México        | Teatro Metropolitan           |
| 7 de setembro de 2015                            | San Salvador       | El Salvador   | CIFCO El Salvador             |
| 17 de outubro de 2015                            | Recife             | Brasil        | Clube Português               |
| 18 de outubro de 2015                            | Fortaleza          | Brasil        | Complexo Armazém              |
| 21 de outubro de 2015                            | Belo Horizonte     | Brasil        | Music Hall                    |
| 23 de outubro de 2015                            | Salvador           | Brasil        | Barra Hall                    |
| 24 de outubro de 2015                            | São Paulo          | Brasil        | HSBC Brasil                   |
| 25 de outubro de 2015                            | Curitiba           | Brasil        | Vanilla Music Hall            |
| 28 de outubro de 2015                            | Porto Alegre       | Brasil        | Teatro do Bourbon Country     |
| 30 de outubro de 2015                            | Santiago           | Chile         | Teatro Cariola                |
| 3 de novembro de 2015                            | Comodoro Rivadavia | Argentina     | Teatro María Auxiliadora      |
| 5 de novembro de 2015                            | Neuquén            | Argentina     | Casino Magic                  |
| 7 de novembro de 2015                            | Tucumán            | Argentina     | Teatro Mercedes Sosa          |
| 8 de novembro de 2015                            | Salta              | Argentina     | Teatro Provincial de Salta    |
| 10 de novembro de 2015                           | Mar del Plata      | Argentina     | Teatro Auditorium             |
| 11 de novembro de 2015                           | La Plata           | Argentina     | Sala Ópera                    |
| 13 de novembro de 2015                           | Montevidéu         | Uruguai       | Montevideo Music Box          |
| 14 de novembro de 2015                           | Buenos Aires       | Argentina     | Estádio Malvinas Argentinas   |

### Créditos
Banda de apoio
| Etapa                                                      | Músico                                                                              | Instrumento                                         |
| ---------------------------------------------------------- | ----------------------------------------------------------------------------------- | --------------------------------------------------- |
| Colours in the Road 2013                                   | - Mike Terrana - Alex Scholpp - Christian Kretschmar - Max Lilja - Anna Portalupi   | - Bateria - Guitarra - Teclado - Violoncelo - Baixo |
| Colours in the Road 2014 (República Checa, América Latina) | - Mike Terrana - Alex Scholpp - Kevin Chown - Julian Barrett - Christian Kretschmar | - Bateria - Guitarra - Baixo - Guitarra - Teclado   |
| Colours in the Road 2014 (Europa)                          | - Alex Scholpp - Thomas Heinz - Max Lija - Kevin Chown - Christian Kretschmar       | - Guitarra - Bateria - Violoncelo - Baixo - Teclado |
| Colours in the Road 2015                                   | - Alex Scholpp - Julian Barrett - Pit Barrett - Guillermo de Medio - Nicolas Polo   | - Guitarra - Guitarra - Baixo - Teclado - Bateria   |

Músicos convidados
- Floor Jansen – vocais (em 20 de outubro de 2013)
- Fabio Lione – vocais (em 23 de outubro de 2013)
- Kiko Loureiro – guitarra (em 13 de setembro de 2014)

## Orchestral Tour in Russia
Tarja realizou uma mini-turnê inteiramente orquestral na Rússia em março de 2016. O repertório dos concertos incluiu suas canções próprias, além de diversos covers.

### Datas
| Data                | Cidade          | País   | Local                  |
| ------------------- | --------------- | ------ | ---------------------- |
| Europa              |                 |        |                        |
| 1 de março de 2016  | Ecaterimburgo   | Rússia | Dvorets Molodezhy      |
| 2 de março de 2016  | Cheliabinsk     | Rússia | WTC                    |
| 4 de março de 2016  | Omsk            | Rússia | Omsk Philarmony        |
| 5 de março de 2016  | Novosibirsk     | Rússia | DK Zheleznodorozhnikov |
| 8 de março de 2016  | Krasnoyarsk     | Rússia | Grand Hall Sibir       |
| 11 de março de 2016 | Krasnodar       | Rússia | Krasnodar Philarmony   |
| 14 de março de 2016 | Níjni Novgorod  | Rússia | Kremlin Concert Hall   |
| 15 de março de 2016 | Moscou          | Rússia | Crocus City Hall       |
| 16 de março de 2016 | São Petersburgo | Rússia | DK Lensoveta           |

## The Shadow Shows World Tour
No início de 2016, Tarja anunciou que iria lançar ainda naquele ano dois álbuns de estúdio: The Brightest Void e The Shadow Self. Ambos os álbuns são interligados entre si, partilhando a mesma temática lírica, entretanto cada um também atua de forma individual, segundo ela. Para promover o disco, Tarja iniciou uma série de shows começando no festival Rock on Green, na Inglaterra. A turnê levou Tarja pela primeira vez em sua carreira solo à Ásia, com datas na China e Japão. A cantora canadense Alissa White-Gluz que canta "Demons in You" em The Shadow Self, também se juntou a Tarja no palco do Wacken Open Air para apresentar a canção ao vivo.
Tarja ainda participou de dois concertos da banda Within Temptation cantando "Paradise (What About Us?)", como parte da Hydra World Tour, se apresentando com eles no Hellfest e no festival M'era Luna em junho e agosto de 2016, respectivamente.

### Gravações
A performance acústica realizada no Metropolis Studios, Londres em 6 de junho de 2016 foi filmada para o DVD Act II, bem como o show em Milan na Itália em novembro de 2016.

### Datas
| Data                                          | Cidade                    | País            | Local                      |
| --------------------------------------------- | ------------------------- | --------------- | -------------------------- |
| The Brightest Summer (O Verão Mais Brilhante) |                           |                 |                            |
| Europa                                        |                           |                 |                            |
| 5 de junho de 2016                            | Londres                   | Inglaterra      | Rock on Green Festival     |
| 6 de junho de 2016                            | Londres                   | Inglaterra      | Metropolis Studios[E]      |
| 11 de junho de 2016                           | Kouvola                   | Finlândia       | Piknik Festival            |
| 19 de junho de 2016                           | Clisson                   | França          | Hellfest                   |
| Ásia                                          |                           |                 |                            |
| 22 de junho de 2016                           | Pequim                    | China           | Tango Star Live            |
| 23 de junho de 2016                           | Xangai                    | China           | MAO Live House             |
| 25 de junho de 2016                           | Taipei                    | Taiwan          | ATT Showbox                |
| 26 de junho de 2016                           | Kowloon                   | Hong Kong       | Music Zone                 |
| 28 de junho de 2016                           | Tóquio                    | Japão           | ReNY                       |
| Europa                                        |                           |                 |                            |
| 16 de julho de 2016                           | Kostrzyn nad Odrą         | Polónia         | Woodstock Festival         |
| 17 de julho de 2016                           | Vizovice                  | Chéquia         | Masters of Rock            |
| 21 de julho de 2016                           | Nordholz                  | Alemanha        | Deichbrand Festival        |
| 23 de julho de 2016                           | Colônia                   | Alemanha        | Amphi Festival             |
| 5 de agosto de 2016                           | Wacken                    | Alemanha        | Wacken Open Air            |
| 6 de agosto de 2016                           | Rejmyre                   | Suécia          | Skogsröjet Festival        |
| 7 de agosto de 2016                           | Saint-Maurice-de-Gourdans | França          | Sylak Open Air             |
| 13 de agosto de 2016                          | Villena                   | Espanha         | Leyendas del Rock Festival |
| 18 de agosto de 2016                          | Kotka                     | Finlândia       | Kotkan Konserttitalo[F]    |
| 19 de agosto de 2016                          | Kouvola                   | Finlândia       | Kävelykatu Manski[F]       |
| The Shadow Shows (Os Shows das Sombras)       |                           |                 |                            |
| Europa                                        |                           |                 |                            |
| 7 de outubro de 2016                          | Hanôver                   | Alemanha        | Capitol Hannover           |
| 8 de outubro de 2016                          | Hamburgo                  | Alemanha        | Docks                      |
| 10 de outubro de 2016                         | Berlim                    | Alemanha        | Huxleys Neue Welt          |
| 11 de outubro de 2016                         | Colônia                   | Alemanha        | Live Music Hall            |
| 12 de outubro de 2016                         | Frankfurt am Main         | Alemanha        | Batschkapp                 |
| 14 de outubro de 2016                         | Estugarda                 | Alemanha        | Im Wizemann                |
| 15 de outubro de 2016                         | Munique                   | Alemanha        | Backstage Club             |
| 18 de outubro de 2016                         | Pratteln                  | Suíça           | Z7                         |
| 19 de outubro de 2016                         | Viena                     | Áustria         | Szene Club                 |
| 21 de outubro de 2016                         | Haarlem                   | Países Baixos   | Patronaat                  |
| 22 de outubro de 2016                         | Hengelo                   | Países Baixos   | Poppodium Metropol         |
| 23 de outubro de 2016                         | Wieze                     | Bélgica         | Metal Female Voices Fest   |
| 4 de novembro de 2016                         | Lisboa                    | Portugal        | Aula Magna                 |
| 5 de novembro de 2016                         | Madrid                    | Espanha         | Joy Eslava                 |
| 6 de novembro de 2016                         | Barcelona                 | Espanha         | Teatro Barts               |
| 8 de novembro de 2016                         | Lyon                      | França          | Le Transbordeur            |
| 9 de novembro de 2016                         | Paris                     | França          | Casino de Paris            |
| 28 de novembro de 2016                        | Florença                  | Itália          | Teatro Obihall[G]          |
| 29 de novembro de 2016                        | Milão                     | Itália          | Teatro della Luna[G]       |
| 1 de dezembro de 2016                         | Praga                     | Chéquia         | Forum Karlim               |
| 2 de dezembro de 2016                         | Košice                    | Eslováquia      | Angels Aréna               |
| 3 de dezembro de 2016                         | Zlín                      | República Checa | Hall Euronics              |
| 5 de dezembro de 2016                         | Varsóvia                  | Polónia         | Progresja                  |
| 6 de dezembro de 2016                         | Breslávia                 | Polónia         | Sala Stadion               |
| 7 de dezembro de 2016                         | Bratislava                | Eslováquia      | Majestic Music Club        |
| 1 de fevereiro de 2017                        | Budapeste                 | Hungria         | Barba Negra                |
| 2 de fevereiro de 2017                        | Timișoara                 | Roménia         | Filarmonica Banatul        |
| 3 de fevereiro de 2017                        | Bucareste                 | Roménia         | Sala Palatului             |
| 5 de fevereiro de 2017                        | Atenas                    | Grécia          | Fuzz Club                  |
| 6 de fevereiro de 2017                        | Salonica                  | Grécia          | Principal                  |
| 7 de fevereiro de 2017                        | Sófia                     | Bulgária        | Universiada Hall           |
| 9 de fevereiro de 2017                        | Esmirna                   | Turquia         | Izmir Arena                |
| 10 de fevereiro de 2017                       | Istambul                  | Turquia         | Küçükçiftlik Park          |
| 9 de março de 2017                            | Manchester                | Inglaterra      | Academy 2                  |
| 10 de março de 2017                           | Londres                   | Inglaterra      | KOKO                       |
| 11 de março de 2017                           | Leeuwarden                | Países Baixos   | Neushoorn                  |
| 13 de março de 2017                           | Helmond                   | Países Baixos   | De Cacaofabriek            |
| 14 de março de 2017                           | Enschede                  | Países Baixos   | Atak                       |
| 15 de março de 2017                           | Luxemburgo                | Luxemburgo      | Kulturfabrik               |
| 18 de março de 2017                           | Soleura                   | Suíça           | Kulturfabrik Kofmehl       |
| América Latina                                |                           |                 |                            |
| 20 de maio de 2017                            | São Paulo                 | Brasil          | Tom Brasil                 |
| The Shadow Summer (O verão sombrio)           |                           |                 |                            |
| Europa                                        |                           |                 |                            |
| 3 de junho de 2017                            | Plzeň                     | Chéquia         | Metalfest Open Air         |
| 16 de junho de 2017                           | Dessel                    | Bélgica         | Graspop Metal Meeting      |
| 17 de junho de 2017                           | Sankt Goarshausen         | Alemanha        | Rock Fels Festival         |
| The Shadow Shows (Os Shows das Sombras)       |                           |                 |                            |
| América Latina                                |                           |                 |                            |
| 22 de novembro de 2017                        | Rosário                   | Argentina       | Teatro El Círculo          |
| 24 de novembro de 2017                        | Córdova                   | Argentina       | XL Abasto                  |
| 25 de novembro de 2017                        | Buenos Aires              | Argentina       | Luna Park                  |

- E↑  Performance acústica filmada para o DVD Act II.
- F↑  Concertos clássicos.
- G↑  Gravações do DVD Act II.

### Créditos
Banda de apoio
| Etapa                                 | Músico                                                                        | Instrumento                                         |
| ------------------------------------- | ----------------------------------------------------------------------------- | --------------------------------------------------- |
| The Brightest Summer The Shadow Shows | - Kevin Chown - Ralf Gustke - Christian Kretschmar - Max Lilja - Alex Scholpp | - Baixo - Bateria - Teclado - Violoncelo - Guitarra |

Músicos convidados
- Ilari Hämäläinen – vocais (em 11 de junho de 2016)
- Miia Kosunen – vocais (em 11 de junho de 2016)
- Timo Kotipelto – vocais (em 11 de junho de 2016)
- Alissa White-Gluz – vocais (em 5 de agosto de 2016)
- Sharon den Adel – vocais (em 3 de junho de 2017)

## Turnês natalinas
A seguir estão listadas todas as turnês de música clássica ou apresentações natalinas realizadas por Tarja desde 2005:
| Data                                                                         | Cidade            | País      | Local                                       |
| ---------------------------------------------------------------------------- | ----------------- | --------- | ------------------------------------------- |
| Em 2005                                                                      |                   |           |                                             |
| 1 de dezembro de 2005                                                        | Savonlinna        | Finlândia | Olavinlinna                                 |
| 3 de dezembro de 2005                                                        | Kuusankoski       | Finlândia | Kuusankoski Kirkko                          |
| 6 de dezembro de 2005                                                        | Berlim            | Alemanha  | Passionskirche                              |
| 9 de dezembro de 2005                                                        | Frankfurt am Main | Alemanha  | Jugendkirche Jona                           |
| 12 de dezembro de 2005                                                       | Madrid            | Espanha   | Cassino L'AlianÇa                           |
| 15 de dezembro de 2005                                                       | Sibiu             | Roménia   | Thalia Hall                                 |
| Em 2008                                                                      |                   |           |                                             |
| 19 de novembro de 2008                                                       | Kuusankoski       | Finlândia | Kuusankoski Kirkko                          |
| 28 de novembro de 2008                                                       | Helsinque         | Finlândia | Kirkko                                      |
| 29 de novembro de 2008                                                       | Tampere           | Finlândia | Tuomio Kirkko                               |
| Em 2009                                                                      |                   |           |                                             |
| 29 de agosto de 2009                                                         | Estocolmo         | Suécia    | Berwaldhallen                               |
| 30 de agosto de 2009                                                         | Mäntyharju        | Finlândia | Mäntyharju Kirkko                           |
| Em 2010                                                                      |                   |           |                                             |
| 29 de novembro de 2010                                                       | Oulu              | Finlândia | Tuomio Kirkko                               |
| 30 de novembro de 2010                                                       | Kuopio            | Finlândia | Tuomio Kirkko                               |
| 2 de dezembro de 2010                                                        | Pori              | Finlândia | Keski-Porin Kirkko                          |
| 3 de dezembro de 2010                                                        | Lahti             | Finlândia | Sibelius Hall[G]                            |
| 5 de dezembro de 2010                                                        | Keuruu            | Finlândia | Uusi Kirkko                                 |
| Em 2011                                                                      |                   |           |                                             |
| 1 de dezembro de 2011                                                        | Kalajoki          | Finlândia | Kalajoki Kirkko                             |
| 2 de dezembro de 2011                                                        | Iisalmi           | Finlândia | Kustaa Aadolfin Kirkko                      |
| 3 de dezembro de 2011                                                        | Tampere           | Finlândia | Tampereen Tuomiokirkko                      |
| 4 de dezembro de 2011                                                        | Hämeenlinna       | Finlândia | Vuoksenniska Kirkko                         |
| 8 de dezembro de 2011                                                        | Helsinque         | Finlândia | Finlandia Hall                              |
| 9 de dezembro de 2011                                                        | Lahti             | Finlândia | Sibelius Hall                               |
| 10 de dezembro de 2011                                                       | Kotka             | Finlândia | Kotka Kirkko                                |
| 12 de dezembro de 2011                                                       | Varkaus           | Finlândia | Varkaus Kirkko                              |
| 14 de dezembro de 2011                                                       | Kuusankoski       | Finlândia | Kuusankoski Kirkko                          |
| 15 de dezembro de 2011                                                       | Petäjävesi        | Finlândia | Petäjävesi Kirkko                           |
| 17 de dezembro de 2011                                                       | Seinäjoki         | Finlândia | Lakeuden Risti Kirkko                       |
| 18 de dezembro de 2011                                                       | Mikkeli           | Finlândia | Maaseurakunta Kirkko                        |
| 19 de dezembro de 2011                                                       | Turku             | Finlândia | Turun Tuomiokirkko                          |
| 21 de dezembro de 2011                                                       | Hyvinkää          | Finlândia | Hyvinkää Kirkko                             |
| 22 de dezembro de 2011                                                       | Kankaanpää        | Finlândia | Kankaanpää Kirkko                           |
| Christmas in the Heart Tour (Natal no Coração)                               |                   |           |                                             |
| 3 de dezembro de 2012                                                        | Mainz             | Alemanha  | Kurfürstliches Schloss                      |
| 4 de dezembro de 2012                                                        | Berlim            | Alemanha  | Passionskirche                              |
| 5 de dezembro de 2012                                                        | Oberhausen        | Alemanha  | Luise Albertz Halle                         |
| 6 de dezembro de 2012                                                        | Leipzig           | Alemanha  | Peterskirche                                |
| 12 de dezembro de 2012                                                       | Savonlinna        | Finlândia | Savonlinnan Tuomiokirkko                    |
| 13 de dezembro de 2012                                                       | Haapajärvi        | Finlândia | Haapajärven Kirkko                          |
| 14 de dezembro de 2012                                                       | Kuhmo             | Finlândia | Kuhmo-talo                                  |
| 15 de dezembro de 2012                                                       | Alajärvi          | Finlândia | Alajärven Kirkko                            |
| 16 de dezembro de 2012                                                       | Oulu              | Finlândia | Madetojan sali                              |
| 17 de dezembro de 2012                                                       | Rovaniemi         | Finlândia | Rovaniemen Kirkko                           |
| 19 de dezembro de 2012                                                       | Pori              | Finlândia | Keski-Porin Kirkko                          |
| 20 de dezembro de 2012                                                       | Vaasa             | Finlândia | Mustasaaren Kirkko                          |
| 21 de dezembro de 2012                                                       | Espoo             | Finlândia | Tapiolasali                                 |
| 22 de dezembro de 2012                                                       | Jämsä             | Finlândia | Jämsän Kirkko                               |
| Em 2013                                                                      |                   |           |                                             |
| 14 de dezembro de 2013                                                       | Orimattila        | Finlândia | Orimattila Kirkko                           |
| 15 de dezembro de 2013                                                       | Kiuruvesi         | Finlândia | Kiuruvesi Kirkko                            |
| 16 de dezembro de 2013                                                       | Kokkola           | Finlândia | Kokkola Kirkko                              |
| 17 de dezembro de 2013                                                       | Kemi              | Finlândia | Kemin Kirkko                                |
| 19 de dezembro de 2013                                                       | Hämeenlinna       | Finlândia | Hämeenlinna Kirkko                          |
| 20 de dezembro de 2013                                                       | Jyväskylä         | Finlândia | Taulumäen Kirkko                            |
| 21 de dezembro de 2013                                                       | Lapua             | Finlândia | Lapuan Tuomiokirkko                         |
| 22 de dezembro de 2013                                                       | Orivesi           | Finlândia | Oriveden Kirkko                             |
| Em 2014                                                                      |                   |           |                                             |
| 9 de dezembro de 2014                                                        | Forssa            | Finlândia | Forssan Kirkko                              |
| 10 de dezembro de 2014                                                       | Eurajoki          | Finlândia | Eurajoen Kirkko                             |
| 12 de dezembro de 2014                                                       | Hankasalmi        | Finlândia | Hankasalmen Kirkko                          |
| 13 de dezembro de 2014                                                       | Juva              | Finlândia | Juvan Kirkko                                |
| 14 de dezembro de 2014                                                       | Imatra            | Finlândia | Vuoksenniskan Kolmen Ristin Kirkko          |
| 16 de dezembro de 2014                                                       | Keuruu            | Finlândia | Keuruun Kirkko                              |
| 17 de dezembro de 2014                                                       | Alajärvi          | Finlândia | Alajärven Kirkko                            |
| 18 de dezembro de 2014                                                       | Vaasa             | Finlândia | Vaasan Kirkko                               |
| 19 de dezembro de 2014                                                       | Valkeakoski       | Finlândia | Valkeakosken Kirkko                         |
| 21 de dezembro de 2014                                                       | Kotka             | Finlândia | Kotkan Kirkko                               |
| 22 de dezembro de 2014                                                       | Kouvola           | Finlândia | Kouvolan Keskuskirkko                       |
| Ave Maria Christmas Tour (Turnê de Natal Ave Maria)                          |                   |           |                                             |
| 3 de dezembro de 2015                                                        | Olomouc           | Chéquia   | Kostel Panny Marie Sněžné                   |
| 4 de dezembro de 2015                                                        | Olomouc           | Chéquia   | Kostel Panny Marie Sněžné                   |
| 5 de dezembro de 2015                                                        | Olomouc           | Chéquia   | Kostel Panny Marie Sněžné                   |
| 7 de dezembro de 2015                                                        | Bucareste         | Roménia   | Ateneul Român                               |
| 8 de dezembro de 2015                                                        | Cluj-Napoca       | Roménia   | Ópera Nacional Romena                       |
| 10 de dezembro de 2015                                                       | Berlim            | Alemanha  | Passionskirche                              |
| 11 de dezembro de 2015                                                       | Bochum            | Alemanha  | Christukirche                               |
| 12 de dezembro de 2015                                                       | Bielefeld         | Alemanha  | Altstädter Nicolaikirche                    |
| 14 de dezembro de 2015                                                       | Magdeburgo        | Alemanha  | Johanniskirche                              |
| 15 de dezembro de 2015                                                       | Mainz             | Alemanha  | Frankfurter Hof                             |
| 16 de dezembro de 2015                                                       | Zurique           | Suíça     | Theater Spirgarten                          |
| 18 de dezembro de 2015                                                       | Sófia             | Bulgária  | Royal Bulgaria Hall                         |
| 21 de dezembro de 2015                                                       | Tampere           | Finlândia | Kalevan Kirkko                              |
| 22 de dezembro de 2015                                                       | Helsinque         | Finlândia | Kallion Kirkko                              |
| 27 de dezembro de 2015                                                       | Moscou            | Rússia    | The Great Hall of Moscow State Conservatory |
| Breath from Heaven – 10th Anniversary (Breath from Heaven – 10º Aniversário) |                   |           |                                             |
| 19 de dezembro de 2016                                                       | Lahti             | Finlândia | Sibelius Hall                               |
| 22 de dezembro de 2016                                                       | Moscou            | Rússia    | Vegas City Hall                             |

- G↑  Gravação do DVD In Concert - Live at Sibelius Hall em conjunto com o grupo Harus.